# Nisut-bitej

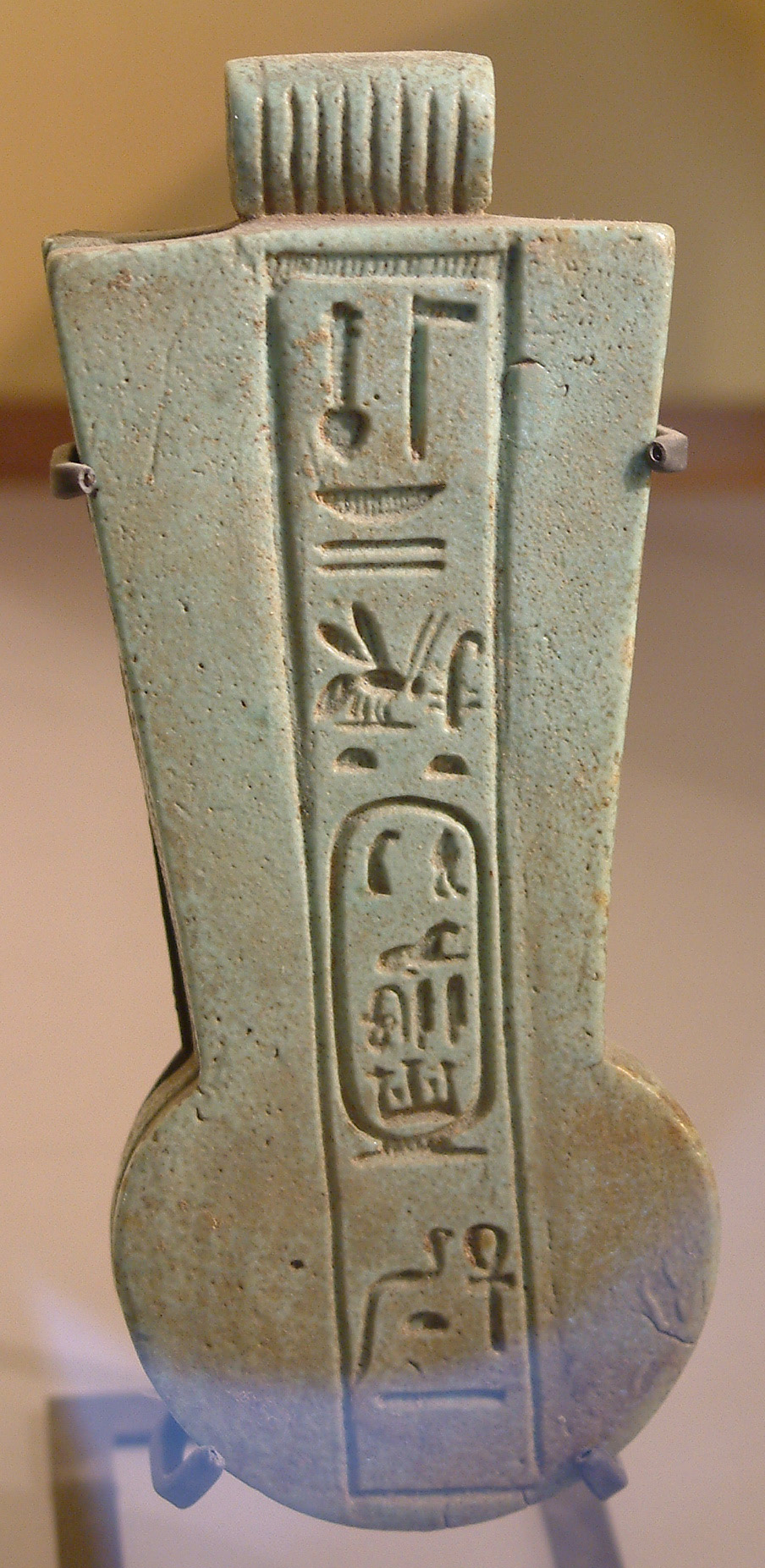
Zápis titulatury„dobrý bůh, pán Obou zemí, nisut-bitej“ před kartuší Dareia I. jako egyptského krále

Jméno (resp. titul) nisut-bitej, v egyptologii zpravidla označované jako tzv. trůnní jméno nebo prenomen, je součást královské titulatury ve starověkém Egyptě. V její úplné podobě složené z pěti jmen bylo uváděno jako čtvrté v pořadí a zapisováno do první ze dvou královských kartuší. Poprvé se objevuje za vlády panovníka Dena (podle některých badatelů až za jeho nástupce Adžiba) v době 1. dynastie. Od doby Střední říše vždy obsahovalo jméno slunečního boha Rea.
Na rozdíl od současné doby, kdy egyptologové krále označují posledním z jejich jmen, tj. zpravidla jménem syn Reův, uváděli Egypťané své panovníky pod jménem nisut bitej, jímž byli známi svým poddaným. Je proto pravděpodobné, že sami tuto součást královské titulatury pokládali za nejdůležitější. Jan Assmann upozorňuje na to, že trůnní jména „tradičně obsahovala výpověď o slunečním bohu Reovi, a představovala tak něco jako zásadu, které se měl král držet a která měla období jeho vlády zajistit požehnání slunečního boha.“ Celá královská titulatura (a zejména jméno nisut-bitej) tedy nastiňovala politický program vlády.

## Význam jména

Dvojitá červeno-bílá koruna složená z bílé hornoegyptské a červené dolnoegyptské koruny

Titul nisut-bitej v sobě zahrnoval dva rozdílné, nicméně spolu nerozlučně spojené významy. Protože byl psán hieroglyfy pro ostřici (rákos) a včelu (proto je doslovně překládán jako „patřící rákosu a včele“), které byly heraldickými symboly Horního a Dolního Egypta, je s odkazem na mocensko-politický aspekt vlády chápán pod vlivem svého překladu do řečtiny především ve významu „král Horního a Dolního Egypta“. V této souvislosti mohly být jeho obě části používány samostatně – pak je nisut označení krále Horního království a bitej krále Dolního království. Jako samostatné slovo ovšem mohla být první část titulu používána jako k označení královské moci jako takové. Výrazem tohoto politického aspektu titulu je souběžné zavedení zdvojené červeno-bílé koruny sechemtej složené ze dvou původně samostatných královských čelenek.
Pro starověké Egypťany ovšem v sobě titul nad svůj politický význam zahrnoval mnohem širší mytologický kontext, který ozřejmuje pojetí královské moci. Jako nisut-bitej je panovník představován ne jen jako vládce severní nebo jižní části Egypta, ale Obou zemí současně, tedy jako jejich sjednotitel. Protože akt sjednocení Egypťané pokládali za počátek lidských dějin a civilizace, je král tím, kdo stojí na tomto počátku. Panovník jako strůjce politické jednoty, která je projevem všezahrnujícího řádu maat, stojí na pomezí lidských dějin a toho, co bylo před nimi, tedy doby bohů. V tomto smyslu lze za nejlepší překlad titulu pokládat označení „dvojí král“: „vztahoval se totiž k množství dualit, nad nimiž panovník vládl – božské a lidské, posvátné a světské, nilské údolí a Delta, záplavová oblast a poušť, východ a západ – a zdůrazňoval, že trvání harmonie protikladů, ačkoli byla vlastní stvořenému řádu, závisí na osobě panovníka.“
Král sám proto v sobě zahrnuje božskou i lidskou přirozenost, o níž se v titulu vypovídá: část bitej znamená osobní, lidskou přirozenost krále, první část složeniny nisut odpovídá božské přirozenosti, která je v nitru panovníka. Král měl tedy podvojnou přirozenost, odpovídající emanaci božského přítomné v dočasném lidském rozměru. Ian Shaw k tomu poznamenává, že „titul nisut zřejmě vypovídal o neměnnosti božského krále (téměř odpovídal samotné královské hodnosti). Výraz bitej naopak popisuje současného pomíjivého držitele královské hodnosti: jednoho konkrétního vládnoucího krále v omezeném úseku času. Každý král v sobě tudíž nesl kombinaci božského a smrtelného.“

## Další královská jména
Vývoj panovnické titulatury byl uzavřen na počátku Střední říše, nejpozději od této doby se skládala celkem z pěti jmen uvozených znaky vypovídajících o povaze královské moci (podle pořadí):
- Horovo jméno
- Obě paní
- Zlatý Hor
- jméno nisut-bitej
- tzv. rodné jméno Syn Reův